# Centrolobium ochroxylum
Centrolobium ochroxylum är en ärtväxtart som beskrevs av Velva Elaine Rudd. Centrolobium ochroxylum ingår i släktet Centrolobium och familjen ärtväxter. Inga underarter finns listade i Catalogue of Life.